# 1640-es évek
Évszázadok: 16. század · 17. század · 18. század
Évtizedek: 1590-es évek · 1600-as évek · 1610-es évek · 1620-as évek · 1630-as évek · 1640-es évek · 1650-es évek · 1660-as évek · 1670-es évek · 1680-as évek · 1690-es évek
Évek: 1640 · 1641 · 1642 · 1643 · 1644 · 1645 · 1646 · 1647 · 1648 · 1649

## Háború és politika
- a harmincéves háború vége (1648)
- az angol polgári forradalom kezdete (1640), a polgárháború időszaka (1640–1649)

## Események és irányzatok
- a "hosszú 16. század" (1492–1640) vége

## A világ vezetői
- III. Ferdinánd osztrák főherceg, német-római császár, magyar király, cseh király (1608–1657)
- XIII. Lajos francia király (1610–1643)
- XIV. Lajos francia király (1643–1715)